# Falklandsöarnas lagstiftande församling

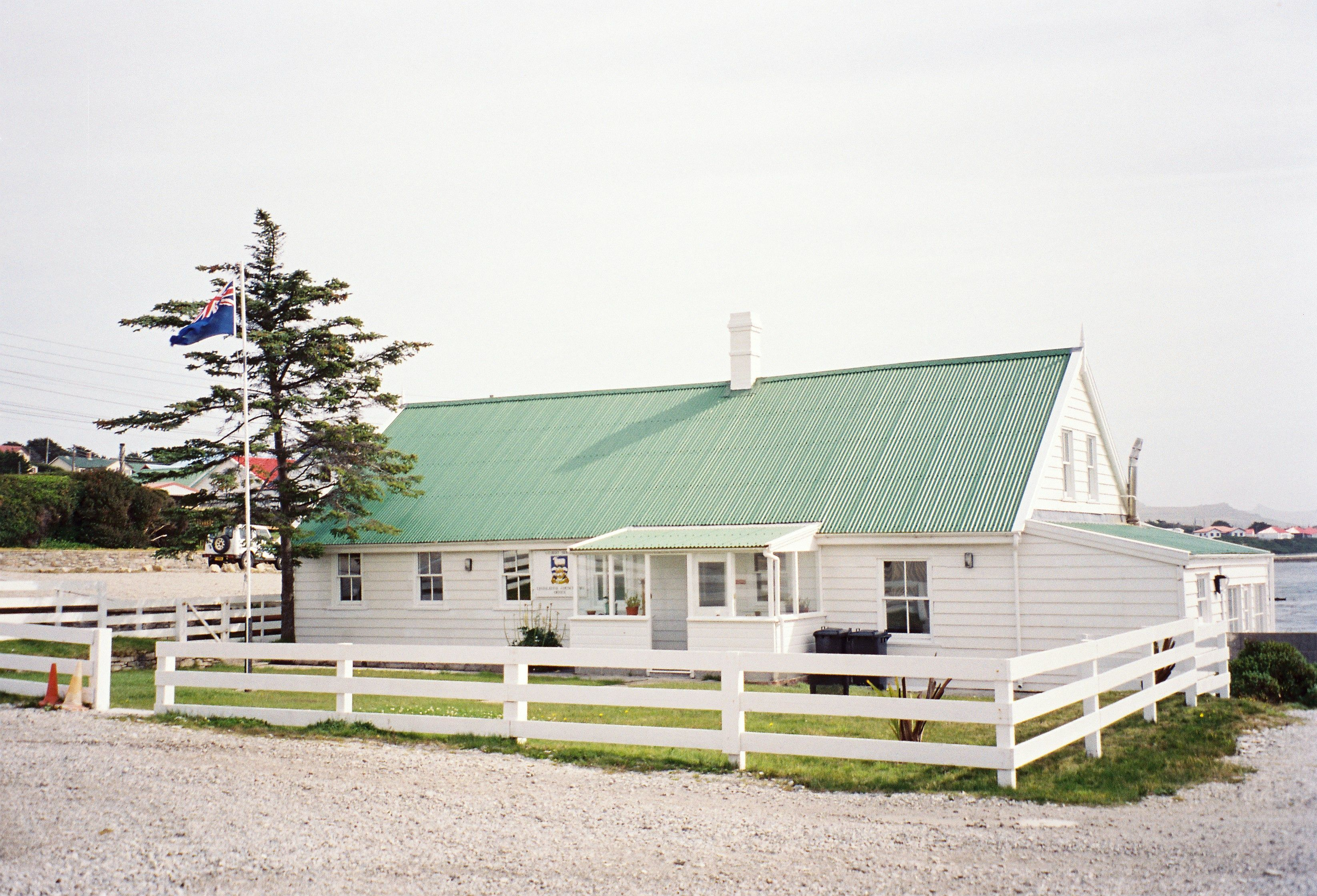
Gilbert House, Port Stanley

Falklandöarnas vapen

Falklandsöarnas lagstiftande församling (engelska: Legislative Assembley of the Falkland Islands) är det lokala parlamentet på Falklandsöarna i sydvästra Atlanten.

## Parlamentet
Legislative Assembly är ett enkammarparlament och har begränsad lagstiftande makt i Falklandsöarna.
Parlamentet har sitt säte i "Gilbert House" som ligger i Stanley, Falklandsöarna på ön Östra Falkland.

## Valperiod
Ledamöterna välj för en period om fyra år. Det innebär att församlingen måste upplösas inom fyra år räknat från sitt första sammanträde. Därefter måste nyval ske inom 70 dagar. Enligt brittisk tradition sker valet på en torsdag. Nästa val är planerat till den 9 november 2017.

## Sammansättning
10 MLAs (ledamöter) valda på en fyraårsperiod. 2 ledamöter tillsätts ("ex officio", Financial Secretary och Chief executive) och 8 ledamöter väljs i 2 valkretsar där mandaten fördelar sig på:
- 5 ledamöter från Stanleydistriktet
- 3 ledamöter från Campdistriktet (landsbygden)

Ledamöterna väljs genom personval då det Falklandsöarna saknar politiska partier.
Även Attorney General (lokale Kronjuristen) och Commander British Forces South Atlantic Islands (CBFSAI, lokale Överbefälhavaren) äger rätt att delta på sammanträdena, dock utan egen rösträtt
Talmannen kallas "Speaker". Denna post innehas av Keith Biles.
Statschef är Charles III som representeras av en guvernören.

## Historia
Legislative Assembly ersatte från 2009 då en ny författning trädde i kraft det tidigare parlamentet Legislative Council som funnits sedan 1845.
De senaste valen genomfördes den 7 november 2013.